# Кейв Джънкшън (град, Орегон)
Кейв Джънкшън (на английски: Cave Junction) е град в окръг Джозефин, щата Орегон, САЩ. Кейв Джънкшън е с население от 1363 жители (2000) и обща площ от 4,2 km². Намира се на 480 m надморска височина. ЗИП кодът му е 97523, 97531, а телефонният му код е 541.